# Phumosia muscoidea
Phumosia muscoidea är en tvåvingeart som först beskrevs av Charles Howard Curran 1931.  Phumosia muscoidea ingår i släktet Phumosia och familjen spyflugor. Inga underarter finns listade i Catalogue of Life.